# Jena (informatica)
Jena è un framework Java per lo sviluppo di applicazioni orientate al web semantico. Esso fornisce delle API per leggere e scrivere grafi RDF (Resource Description Framework). I grafi sono rappresentati come un "modello" astratto. Un modello può provenire da fonti come un file, un database, un URL o una combinazione di questi. Il modello può anche essere interrogato con query SPARQL e aggiornato attraverso SPARUL.

## Caratteristiche
Jena supporta anche OWL.

Il framework include inoltre vari motori di deduzione logica, ed è possibile impostare il motore Pellet (un ragionatore Java open source) per lavorare con Jena.

Jena supporta la serializzazione dei grafi RDF attraverso vari metodi:
- Database relazionali
- RDF/XML
- Notation3 (N3)
- Turtle
- N-Triples

Jena è open source ed è stato sviluppato dall'HP Labs Semantic Web Programme (fino all'Ottobre 2009).